# Batalla per l'Aeroport de Donetsk

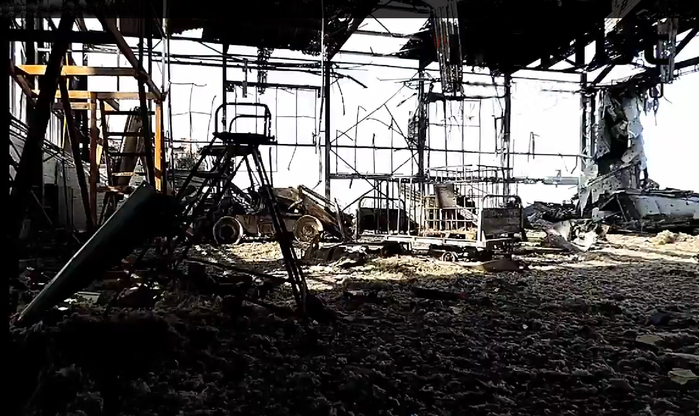
Ruïnes de Aeroport Internacional de Donetsk

La batalla per l'Aeroport de Donetsk va ser un enfrontament entre les forces armades de la República Popular de Donetsk i les Forces Armades d'Ucraïna a l'Aeroport Internacional de Donetsk el 26 de maig de 2014, que es va perllongar de manera intermitent fins a febrer de 2015, com a part del conflicte armat d'Ucraïna que s'hi està desenvolupant actualment, a conseqüència de la revolució ucraïnesa de 2014.

## Rerefons
El govern ucraïnès va declarar que iniciaria una operació antiterrorista a l'óblast de Donetsk, ja que la majoria de la població de l'est d'Ucraïna s'oposava al nou govern proestatunidenc, però el seu èxit va ser qüestionat per molts. Manifestants i militants prorussos, antifeixistes i grups paramilitars de la República Popular de Donetsk controlaven nombrosos edificis a la regió. Tant en Donetsk com en altres ciutats, molts edificis estaven baix control antigovernamental. L'Aeroport Internacional de Donetsk, no obstant això, seguia sota control de Kíev.

## Esdeveniments

### Captura inicial
Les milícies de la República de Donetsk van decidir assumir el control de l'aeroport per impedir el lliurament de carregaments militars als destacaments de les forces armades ucraïneses que realitzaven operacions en Sloviansk. Durant el matí del dilluns 26 de maig, 200 rebels prorussos van capturar l'àrea de la terminal de l'Aeroport Internacional de Donetsk i van exigir la retirat de les forces governamentals de la zona. Els militants també van bloquejar la carretera que conduïa a l'aeroport. Poc després, a les 13:00 (10:00 GMT), la Guàrdia Nacional ucraïnesa va emetre un ultimàtum als separatistes perquè es rendissin, que va ser rebutjat.

### Combats del 26 i 27 de maig
Com a resposta a la negativa, es va dur a terme un atac aeri contra els rebels usant dos avions El seu-25, dos MiG-29 i quatre helicòpters Mil El meu-24. També es van llançar paracaigudistes en un assalt. Un dels míssils disparats per l'aviació ucraïnesa va aconseguir la propera fàbrica Totxmaix, que produeix equips per a prospecció geològica. Un dipòsit de combustible que tenia l'aviació ucraïnesa en l'aeroport es va incendiar, generant una columna de fum visible a distància. Segons fonts proucraïneses, helicòpters d'atac van destruir un canó antiaeri rebel. Fuentes prorusses van indicar per la seva banda que dos helicòpters de les Forces Armades d'Ucraïna havien estat derrocats per la milícia prorussa. Es van veure diversos camions plens de separatistes que es dirigien cap a l'aeroport per reforçar als seus companys.
A mesura que queia la nit, la situació es feia confusa, amb l'exèrcit empenyent als rebels fos de l'aeroport, seguit d'un contraatac rebel que va ser repel·lit. Els trets esporàdics que es van poder sentir durant la nit feien difícil esbrinar si els soldats mantenien el control total de l'aeroport. Tots dos bàndols van assegurar haver capturat l'aeroport, i van reconèixer un nombre indeterminat de baixes.
L'endemà, tant els líders ucraïnesos com els pro-russos van confirmar que les forces ucraïneses havien aconseguit controlar totalment l'aeroport. A mitjan matí, no obstant això, es podia sentir foc de metralladora en una de les carreteres principals que portaven a l'aeroport, i els separatistes van construir barricades al llarg de la carretera. L'Alcalde de Donetsk va instar a tots els residents a quedar-se a les seves cases.
Durant els combats, l'Estadi de Drujba, seu de l'equip de la Lliga Continental d'Hoquei HC Donbass, va ser saquejat per homes armats pro-russos, abans de destruir l'equip de vigilància i incendiar l'estadi.

### Esdeveniments posteriors
El 28 de maig la situació es va calmar, encara que molts habitants locals seguien espantats i se sentien trets ocasionals.
En els dies que van seguir la batalla, es va incrementar l'empipament entre la població local pro-russa contra el govern ucraïnès. Segons un resident, moltes persones estaven pensant a unir-se a la rebel·lió si les operacions militars continuaven. Mentre, van seguir produint-se enfrontaments esporàdics. Un rebel va morir en un tiroteig el 29 de maig, i altres sis rebels van morir el dia 31, mentre intentaven recuperar els cossos dels seus companys caiguts en l'aeroport.

### Combats del 31 d'agost al 3 de setembre
El 31 d'agost, les autodefenses de Donetsk van aconseguir tancar completament un cèrcol i atacar a les tropes ucraïneses acantonades en l'aeroport de la ciutat. En la nit del 2 de setembre es van intensificar els combats i en el matí del 3 de setembre les milícies separatistes van aconseguir el control ple de l'aeroport de Donetsk.
Nota: la informació és totalment tendenciosa. Totes les fonts citades són mitjans d'informació de masses britànics i nord-americans. No sé si algú li paga per inundar la Xarxa amb informació manipulada i russòfoba o simplement la seva ideologia dogmàtica no li permet escriure una visió imparcial dels fets.
No em vaig a molestar a rebatre les seves paraules que presenten als combatents del Donbass com a agents vinguts de Rússia i fins i tot de la llunyana Txetxènia perquè hi ha munts de vídeos en Internet que el seu visionat ens dona una idea perfecta del que és el "exercito legítim ucraïnès" (sortit gens menys que d'un cop d'estat sobre un govern triat democràticament), un cos militar conduït per polítics i militars ultradretans exclusivament d'ètnia ucraïnesa.
Als quals vostè crida pro-russos, qualsevol en el seu lloc es defensaria després de vist el que fa la "democràcia ucraïnesa i els seus seguidors de l'Europa blanca" en llocs com la Casa dels Sindicats d'Odessa, cremar a vius als ucraïnesos d'ètnia russa.
La realitat és que darrere d'aquesta batalla on un exèrcit totalment desestructurat i compost per nacionalistes radicals d'ètnia ucraïnesa blanca no són capaces ni de fer front amb èxit a un grapat de milícies civils amb armes lleugeres s'amaga un assumpte molt lleig de neteja racial.
D'altra banda molt ha parlat vostè de russos i txetxens (això dels txetxens és fins i tot una miqueta hilarant quan odien tot el rus) però gens sap d'uns homes que caminaven per Kíev quan aquella "revolució" del EuroMaidan (molt pacífics els revolucionaris aquests per cert, si a Espanya el 15M de Sol hagués fet això les UIP espanyoles l'haguessin tallat de soca-rel, allí van aguantar fora mida i més), com deia uns homes que parlaven perfectament anglès ucraïnès i rus i que apareixien per dirigir-se als mitjans de forma molt organitzada i insistir que allò no era un cop d'estat pululan vinguts de no sabem on per Kíev fent de portaveus oficials o oficiosos de les autoritats i entrant i sortint "sense dir ase ni bèstia" d'o als centres de govern.
No sé (en realitat si ho sé) com la UE i els USA recolzen a un govern il·legalment constituït i pretenen aconseguir els seus interessos econòmics i geoestratègics a les mateixes fronteres de Rússia mitjançant la barbàrie i la guerra. Pot anar al Donbass i preguntar-li als seus habitants si els bombardejos i l'assassinat dels seus fills és el progrés que desitgen.
No m'estranya que aquesta gent demani protecció desesperada al govern rus mitjançant la força militar quan es parla de camps de "re-assentament" (li sonarà veritat) per transportar als habitants d'ètnia russa a altres llocs d'Ucraïna des de Kíev.
.
No gaire més que dir.
Per a una bona comprensió del que ocorre en Donetsk es pot visionar en YouTube el video "Ucraïna Barberie" (algú dirà que és propaganda russa les imatges de nens sense cap després dels bombardejos "antiterroristes" ucraïnesos). Quant a la quantitat de documentals, informatius, etc. que hi ha en YouTube facturats des de boniques redaccions occidentals i amb "experts", opinadors russòfobs i periodistes pagats amb uns bons diners 
per les grans cadenes, més del mateix, informació tendenciosa amb obvis interessos.
Finalment dirigir-me a tots els europeus perquè pensin si de debò el que ens convé per a un futur de pau i desenvolupament (sostenible i no nyaper) a nivell del nostre continent és continuar fent seguidisme de les polítiques de rearmament cícliques dels USA o entendre'ns amb la resta de països, inclosa Rússia, europeus per fomentar una política econòmica en el continent conjunyeix que ens permeti competir amb l'economia Xinesa i Nord-americana l'interès de la qual està molt allunyats de preocupar-se pel progrés d'una Europa unida i fort doncs en realitat els convé per al seu propi benefici que mai tots els països europeus col·laborin entre ells d'una manera efectiva.

### Gener
El 13 de gener es van empitjorar els combats, i després d'una ofensiva ucraïnesa, els pro-russos van respondre. La torre de control d'aeroport es va esfondrar, les tropes ucraïneses van retrocedir i els pro-russos van assegurar que controlaven de nou tot l'aeroport. No obstant això, la infraestructura estava totalment destruïda, i de fet els combats van continuar en tot el territori de l'aeroport fins a febrer.

## Víctimes
L'intendent de Donetsk Oleskandr Lukyanchenko va dir que el saldo de víctimes en els enfrontaments ascendia a 40, gairebé tots rebels, encara que també havien mort dos civils. El dipòsit de cadàvers de la ciutat va donar la xifra de 33 militants i dos civils. 43 separatistes van ser també ferits. Els líders separatistes Alexandr Borodai i Denis Puixilin col·locaven la xifra de morts a 100, la meitat rebels i l'altra meitat civils, encara que no es va poder confirmar aquest saldo. Els dirigents ucraïnesos, en canvi, no van reportar cap baixa. Entre 15 i 35 dels rebels morts van morir en un sol incident, quan dos camions que portaven combatents ferits lluny de l'aeroport, o bé van ser aconseguits per un atac aeri o bé van caure en una emboscada en què almenys un d'ells va ser copejat per un RPG. Segons fonts pro-russes, el camió portava la insígnia de la Creu Vermella. 34 dels militants morts eren de nacionalitat russa i els seus cossos van ser retornats al seu país.
Entre els morts en el bàndol pro-rus es trobava el campió mundial de kick-boxing Nikolai Leonov, oriünd de Dnipropetrovsk, que havia pres part en la insurrecció.

## Implicació de txetxens
Les parts progovernamentals van assegurar que forces lleials al President de Txetxènia Ramzan Kadírov havien arribat a Donetsk per lluitar al costat dels rebels. Encara que Kadírov va negar haver enviat txetxens a Donetsk, un combatent txetxens va assegurar que Kadírov els havia donat l'ordre d'anar a Ucraïna.